# Монголска Дуга песма
Монголска Дуга песма или Уртиин дуу један је од централних елемената традиционалне музике Монголије. Овај жанр се назива „Дуга песма“ не само зато што су песме дугачке, већ и зато што се сваки слог текста продужава на дуже време - четвороминутна песма може се састојати од само десет речи. Певање неких од њих, попут песме „Старац и птица“, траје и до 3 сата ако се пева у целости са комплетне 32 строфе.
Лирске теме се разликују у зависности од контекста; могу бити филозофске, религиозни, романтичне или слављеничкие и често користе коње као симбол или тему која се понавља током песме. Монголи на истоку обично користе Морин кхур (врста гусала) као музичку пратњу, понекад и једну врсте аутохтоне флауте која се назива лимбе. Ојрати, етничке групе које живе на западу, традиционално певају дуге песме без пратње или уз пратњу гусала које се називају игил.
Монголска дуга песма 2008. године уписана је на Унескову Репрезентативну листу нематеријалног културног наслеђа као наслеђе Монголије и Кине.

## Опис жанра
Монголска народна дуга песма обухвата националну традицију и обичаје, укључујући историју, културу, естетику, етику и филозофију. Главна карактеристика дуге песме су продужене, тенуто ноте са дубоко модулисаним вибратом на самогласницима. Монголске дуге песме су древне грандиозне песме које поседују широк вокални дијапазон и разноврсне вокалне технике, разрађене елементе певања, вокалне импровизације и друге јединствене технике певања. Ове особине дају дугој песми дубок филозофски, медитативни карактер, често приказујући простране планинске долине и осећај спокоја за који се верује да представља монголску душу.

## Стилови
Три главна стила су идентификована у дугим песмама: бесрег уртиин дуу („мања дуга песма“), суман уртиин дуу („обична дуга песма“) и аизам уртиин дуу („главна“ или „величанствена дуга песма“). Ови стилови одражавају начин извођења песме, а не њену величину. Аизам дуге песме певају се у низу на почетку неке церемоније или гозбе, у складу са посебним церемонијалним правилима, и чине врхунац дугих песама. У њима се доказују вештине и способности певача и гуслара.

## Дуга песма у савременом друштву
Године 2005. монголска Дуга песма проглашена је светском културном баштином, а 2008. уврштена је на Унескову Репрезентативну листу нематеријалног културног наслеђа света, као наслеђе монголског народа у Монголији и Кини.
Године 2013. године, „Дуга песма монголске државности“ промовисана је у Монголском државни музеј историје. „Дуга песма монголске државности“ је албум од 9 дугих песама из опуса "главних" песама. Настанак овог албума је прво и једино издање целовечерњих монголских великих дугих песама, готово изгубљених током социјалистичког режима, када је дуга песма смела да пева на сцени само 3-5 минута. Према монголским реномираним научницима, истраживачима, академицима и музиколозима, ово је значајан догађај у историји монголске музикологије, народне музичке традиције, културног наслеђа и наставка и очувања монголске класичне уметности дуге песме. Албум садржи песме отпеване у целости, директан аудио снимак без пауза, аранжмана и пост продукције, комплетне текстове, аутентичне монголске технике певања, различите стилове певања, древну мелодију сваке песме, рестаурирану на основу десетогодишњих истраживања, као и пратњу аутентичних монголских гусала. Укупна дужина 9 дугих песама је укупно 258 минута, а свака песма траје 25–35 минута.